# Huracán Lili
El huracán Lili fue el segundo huracán más costoso, mortal y fuerte de la temporada, solo superado por el huracán Isidoro, que afectó las mismas áreas una semana antes que Lili. Lili fue la duodécima tormenta nombrada, el cuarto huracán y el segundo huracán importante de la temporada de huracanes del Atlántico de 2002. La tormenta se desarrolló a partir de una perturbación tropical del Atlántico abierto el 21 de septiembre de 2002. Continuó hacia el oeste, afectando a las Antillas Menores como una tormenta tropical, luego entró en el Caribe. A medida que avanzaba hacia el oeste, la tormenta se disipó mientras se veía afectada por la cizalladura del viento al sur de Cuba, y se regeneró cuando la cizalladura vertical del viento se debilitó. Giró hacia el noroeste y se fortaleció hasta la categoría 2 el 1 de octubre. Lili tocó tierra dos veces en el oeste de Cuba ese mismo día y luego entró en el Golfo de México. El huracán se fortaleció rápidamente el 2 de octubre, alcanzando la categoría 4 esa tarde. Se debilitó rápidamente a partir de entonces y golpeó Luisiana como huracán de categoría 1 el 3 de octubre. Se movió tierra adentro y se disipó el 6 de octubre.
Lili causó grandes daños en el Caribe, especialmente en cultivos y viviendas mal construidas. Los deslizamientos de tierra eran comunes en las islas más montañosas, particularmente Haití y Jamaica. En los Estados Unidos, la tormenta cortó la producción de petróleo en el Golfo de México y causó graves daños en partes de Luisiana. Lili también fue responsable de graves daños a las islas barrera y pantanos en la parte sur del estado. El daño total ascendió a $925 millones (2002 USD) y la tormenta mató a 15 personas durante su existencia.

## Historia meteorológica

### Génesis

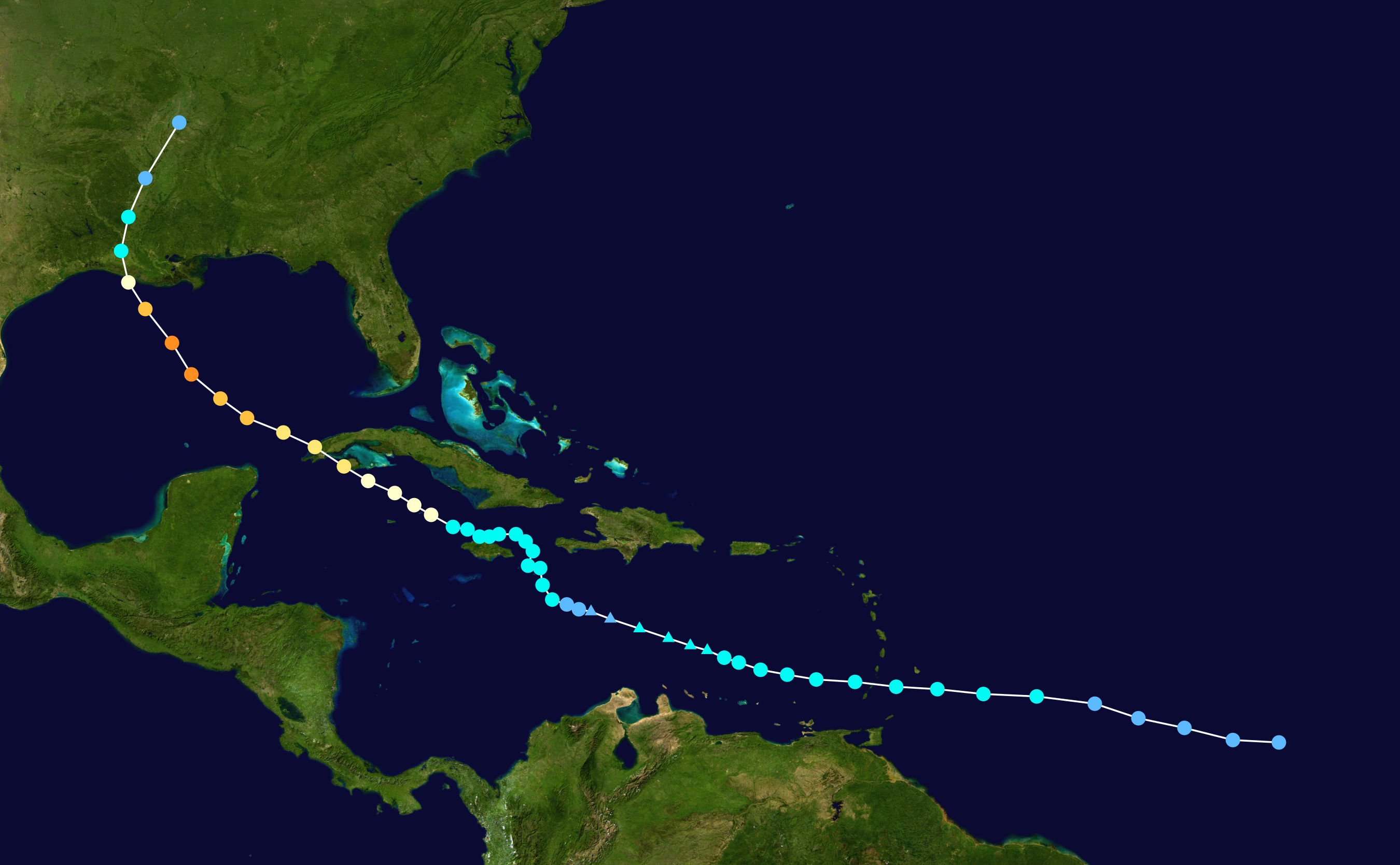
Mapa que traza la trayectoria y la intensidad de la tormenta, de acuerdo con la escala de huracanes de Saffir-Simpson

Una onda tropical se movió frente a la costa occidental de África el 16 de septiembre de 2002. Un centro de circulación de bajo nivel se desarrolló a partir de una perturbación tropical generada por esta onda tropical a medio camino entre la costa africana y el Caribe el 20 de septiembre. Al día siguiente, el sistema ganó suficiente organización para convertirse en una depresión tropical. La depresión se movió hacia el oeste a más de 20 mph (32 km/h) y alcanzó la fuerza de tormenta tropical, convirtiéndose en la tormenta tropical Lili a su paso por las Islas de Barlovento. El ciclón continuó intensificándose a medida que avanzaba hacia el oeste a través del Mar Caribe, alcanzando una fuerza máxima inicial de 110 km/h (70 mph) en la mañana del 24 de septiembre.

### Primer debilitamiento
Esto fue seguido inmediatamente por un debilitamiento abrupto, y los vientos máximos sostenidos de la tormenta cayeron a 40 mph (64 km/h) más tarde ese día. El debilitamiento repentino se atribuyó a un fuerte cizallamiento vertical hacia el sur. El sistema degeneró en una onda tropical abierta a la mañana siguiente y permaneció en ese estado durante casi dos días.

### Regeneración e intensificación
Lili se regeneró cerca de Jamaica en la noche del 26 de septiembre y gradualmente se volvió más hacia el oeste-noroeste mientras se fortalecía. El sistema se convirtió en huracán el 30 de septiembre, justo después de pasar por las Islas Caimán. La tormenta continuó su curso mientras continuaba intensificándose, y tocó tierra dos veces al día siguiente, en la Isla de la Juventud y cerca de Pinar del Río como un huracán de categoría 2. Lili emergió sobre el Golfo de México más tarde ese día, habiendo perdido poca fuerza durante su paso por tierra. El sistema giró hacia el noroeste y aceleró, convirtiéndose en un gran huracán el 2 de octubre, mientras que a 365 millas (587 km) al sur-sureste de Nueva Orleans. Esta intensificación continuó, ayudada por las cálidas temperaturas de la superficie del mar en el Golfo de México y un buen flujo de salida. El sistema alcanzó su fuerza máxima de intensidad de categoría 4, con vientos de 145 mph (233 km/h), durante esa tarde.

### Segundo debilitamiento

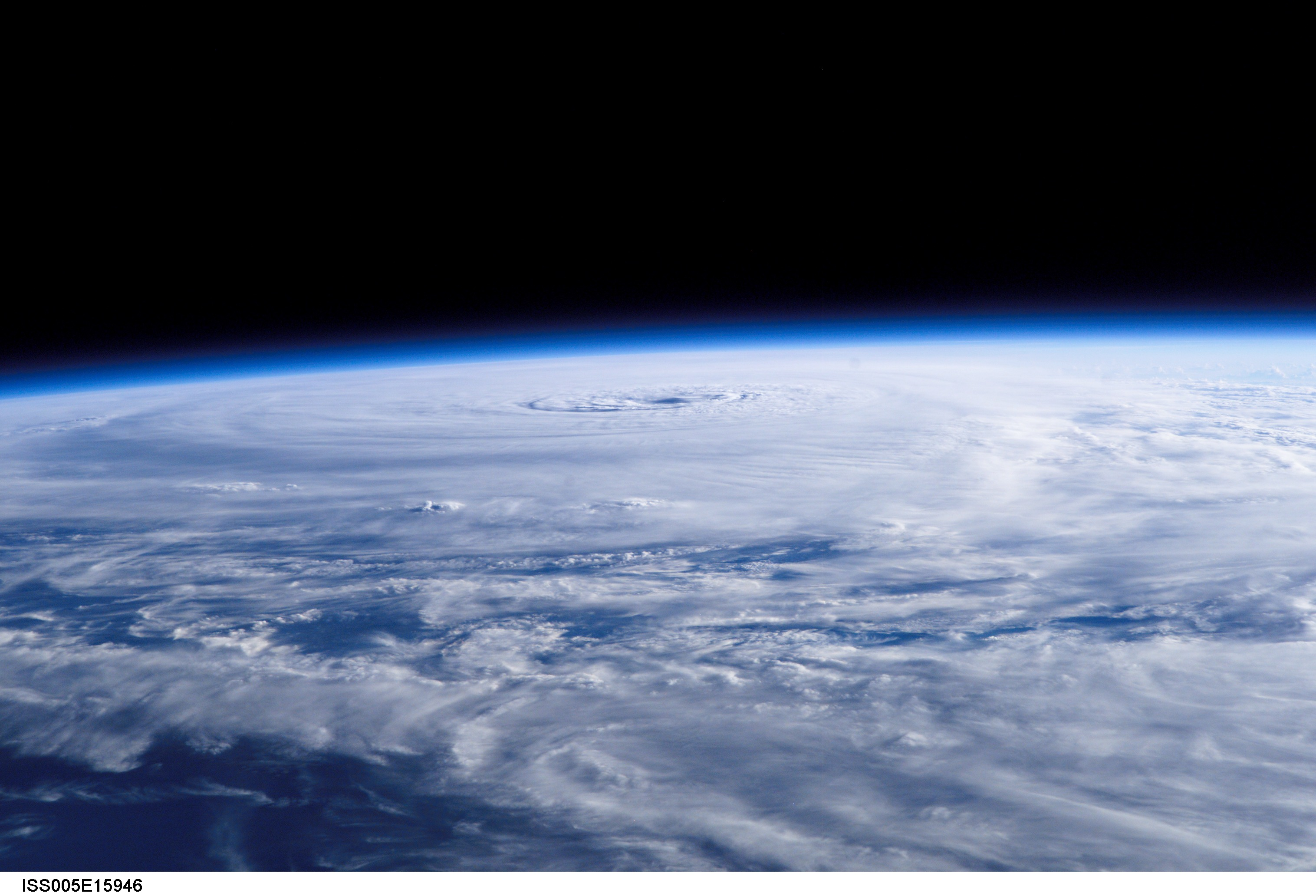
Huracán Lili sobre el Golfo de México visto desde la Estación Espacial Internacional (ISS) el 2 de octubre de 2002

Esta fuerza no se mantuvo por mucho tiempo. La tormenta comenzó a debilitarse rápidamente en las primeras horas de la mañana del 3 de octubre, y este rápido debilitamiento continuó hasta que el huracán tocó tierra por última vez cerca de Intracoastal City, Luisiana, debido a una combinación de cizalladura vertical del viento, aguas frías cerca de la costa de Luisiana y una invasión lenta de aguas secas. aire dentro de su cuadrante suroeste. En el momento de tocar tierra, los vientos máximos sostenidos se habían reducido a 145 km/h (90 mph). El debilitamiento fue acompañado por un colapso de la pared interna del ojo antes de tocar tierra. El sistema continuó tierra adentro, curvándose hacia el noreste y se disipó cuando fue absorbido por una baja extratropical cerca de la frontera entre Arkansas y Tennessee el 6 de octubre.

## Preparaciones

### Caribe

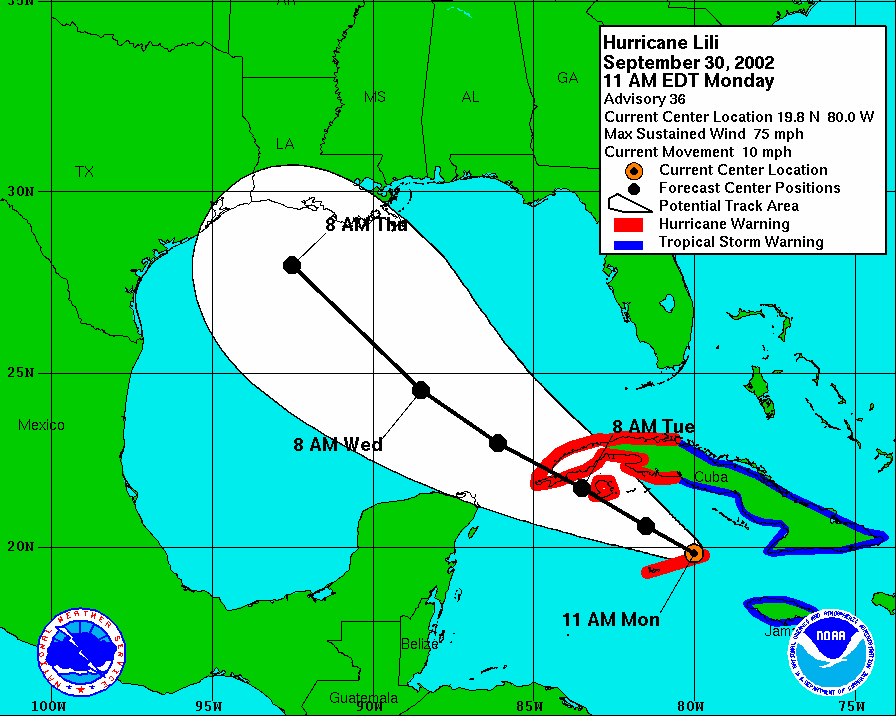
El Centro Nacional de Huracanes pronóstico de seguimiento de Lili a partir del 30 de septiembre de 2002

Las alertas de tormenta tropical se emitieron en partes de las Antillas Menores el 22 de septiembre. Estas se actualizaron a advertencias la tarde siguiente, y todas las advertencias se retiraron el 23 de septiembre una vez que pasó la tormenta. Durante la semana siguiente, las islas Hispaniola, Jamaica, Cuba, las Caimán y la península de Yucatán estuvieron bajo advertencias de algún tipo en diferentes momentos. Las alertas de huracanes y tormentas tropicales se emitieron para la costa del Golfo el 1 de octubre y se actualizaron a advertencias a la mañana siguiente. Fueron descontinuados después de que la tormenta pasó al día siguiente.

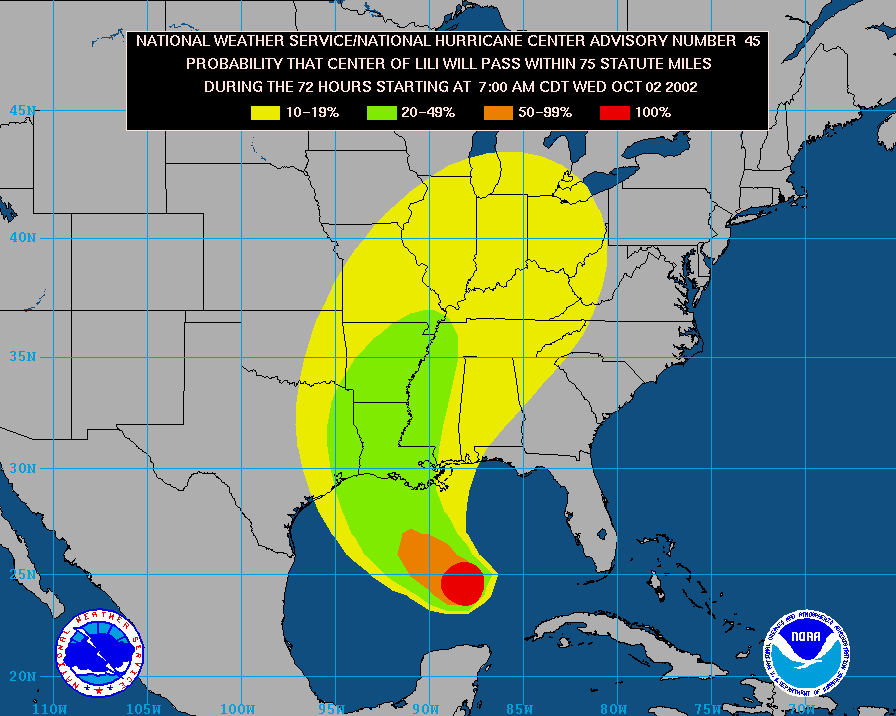
Probabilidades de huelga asociadas con Lili mientras aún se encuentra en el centro-sur del Golfo de México

Debido a que el ciclón afectó a las islas como una tormenta tropical débil, los preparativos fueron mínimos. Doscientas personas evacuaron sus hogares antes de la tormenta en las islas de San Vicente y las Granadinas. En Jamaica, todas las escuelas y universidades se cerraron antes de la tormenta y se abrieron 17 refugios públicos en la isla.
Los preparativos fueron extensos en Cuba. Los oficiales militares en el campo de detención de Guantánamo se prepararon para la posibilidad de evacuar a sus prisioneros de Al Qaeda y talibanes. Un total de 130.000 ciudadanos cubanos, principalmente en la parte occidental de la isla, evacuaron sus hogares antes de la tormenta.

### Estados Unidos
Se tomaron medidas importantes a lo largo de la costa del Golfo a medida que la amenaza que representaba la tormenta, que se pronosticaba que llegaría a tierra con una fuerza de Categoría Cuatro, se volvió más urgente. Más de medio millón de personas evacuaron sus hogares en Texas y Luisiana, incluidos todos en Iberia Parish. Un total de 200.000 personas fueron evacuadas en Luisiana. Al menos 2,000 voluntarios atendieron 115 refugios de la Cruz Roja en Luisiana, Texas, Misisipi y Alabama. Más de 20.000 personas se quedaron en esos refugios. La Cruz Roja también envió más de 160.000 comidas a la zona. Un total de 3.000 presos en Texas fueron evacuados a lugares más seguros del interior. El lanzamiento del transbordador espacial Atlantis se retrasó cinco días cuando el Centro Espacial Kennedy se vio amenazado por la tormenta, la primera vez que un lanzamiento en Florida se retrasó debido al clima en Houston. Las tiendas de la zona de advertencia estaban muy ocupadas antes de la tormenta. En New Iberia, Luisiana, las ferreterías se agotaron y las empresas en Lafayette en Luisiana informaron una escasez similar.
Las actividades colegiales también se vieron afectadas por la tormenta. Southern University canceló cuatro días de clases debido a Lili, y 20 estudiantes de Texas A&M University Galveston, Texas fueron evacuados a la ubicación de la escuela en College Station. La Universidad del Sur de Alabama canceló dos eventos deportivos antes de la tormenta.